# 佐藤敬治
佐藤 敬治（さとう けいじ、1920年（大正9年）3月10日 - 2009年（平成21年）9月16日）は、昭和から平成期の政治家、教員。衆議院議員（6期）、大館市長。

## 経歴
秋田県大館市出身。1944年（昭和19年）東京帝国大学文学部社会学科を卒業。秋田県立大曲高等学校教諭を経て、1951年（昭和26年）大館市長に初当選。以降4期務めた。
1972年（昭和47年）日本社会党公認で第33回衆議院議員総選挙において旧秋田1区で初当選。6期務めた。1993年（平成5年）に政界から引退した。
2009年9月16日、死去。89歳没。死没日付をもって正八位から正四位に叙され、旭日重光章を追贈された。